# Прохазка, Анна
Анна Прохазка, (нем. Anna Prohaska; род. 1983 год, Ной-Ульм, Германия) — австрийско-ирландская певица (сопрано), выступающая на оперной и филармонической камерной сцене.

## Биография
Анна Прохазка родилась в 1983 году в Ной-Ульме в земле Бавария. Она дочь австрийского режиссёра оперы и профессора Берлинской высшей школы музыки имени Эйслера Андреаса Прохазки и оперной певицы ирландско-английского происхождения. Внучка дирижёра Феликса Прохазки, правнучка композитора Карла Прохазки. Её брат — тенор Даниэль Прохазка.
Вместе с родителями вскоре переехала в Вену, а в шестилетнем возрасте из Вены в Берлин. Здесь немецкий дирижёр Эберхард Клоке давал ей частные уроки музыки. Окончила Берлинскую высшую школу музыки имени Эйслера, где среди её наставников были известные музыканты Норма Шарп, Бренда Митчелл и Вольфрам Ригер.
В 2002 году дебютировала в возрасте семнадцати лет на сцене Комише опер в операх Б. Бриттена «Поворот винта» (в постановке Гарри Купфера) и «Альберт Херринг» (в постановке Вилли Деккера). С 2006/2007 года Прохазка работает в Берлинской государственной опере. Исполняет ведущие партии в операх И. Стравинского, В. А. Моцарта, Г. Ф. Генделя, Дж. Верди, Ж. Бизе. В 2009 году она выступила в первый раз на Зальцбургском Пасхальном фестивале и Зальцбургском фестивале. Выступала в спектаклях Баварской государственной оперы, театра Ла Скала и Большого театра, Немецкой оперы. Ведёт активную концертную деятельность, сотрудничает с крупнейшими симфоническими оркестрами и известными камерными ансамблями. В ноябре 2014 года выступила в Большом зале Санкт-Петербургской филармонии в партии Дидоны в концертном исполнении оперы «Дидона и Эней» Г. Пёрселла (с оркестром и хором MusicAeterna по управлением Теодора Курентзиса).
Живёт в Берлине.

## Награды
- 2003: Приз Европейской Академии музыки в Aix-en-Provence.
- 2005: Hanns-Eisler-Preis за сочинение и интерпретацию современной музыки.
- 2006: Приз Internationale Händelakademie Karlsruhe.
- 2010: Schneider-Schott-Musikpreis Mainz 2008: Daphne-Preis.
- 2012: Echo Deutschen Musikpreis Klassik в категории «Молодой талант» (вокал) за альбом «Сирена» (лейбл Deutsche Grammophon/Universal)[6].

## Дискография
- Giovanni Battista Pergolesi: Stabat Mater. Bernarda Fink, Akademie für Alte Musik Berlin, Bernhard Forck. Harmonia Mundi France. 2009.
- Sirène. Songs by Gustav Mahler, Claude Debussy, Henry Lawes, John Dowland, Joseph Haydn, Franz Schubert, Georges Bizet, Karol Szymanowski, Robert Schumann, Gabriel Fauré, Hugo Wolf, Arthur Honegger, Felix Mendelssohn, Antonín Dvořák. Совместно с Eric Schneider, piano. DGG 2011.
- Bernd Alois Zimmermann: Initiale. Lieder und frühe Kammermusik. Совместно с Cordelia Höfer, Alessandro Cappone, Rachel Schmidt und Trio Berlin. Wergo. 2011.
- Georg Friedrich Händel: Saul. Совместно с Dresdner Kammerchor, Dresdner Barockorchester, Hans-Christoph Rademann. Carus. Leinfelden-Echterdingen. 2011.
- Enchanted Forest. Arias by Antonio Vivaldi, Georg Friedrich Händel, Henry Purcell, Francesco Cavalli und Claudio Monteverdi. Совместно с «Arcangelo», Jonathan Cohen. DGG. 2013.
- Behind the Lines. Songs by Beethoven, Eisler, Wolf, Rachmaninoff, Ives, Quilter, Rihm, Liszt, Poulenc, Schumann, Mahler, Weill. Совместно с Eric Schneider. DGG. 2014.
- Serpent and Fire. Anna Prohaska, Il Giardino Armonico, Giovanni Antonini – Serpent & Fire: Arias For Dido & Cleopatra Label: Alpha Classics – ALPHA 250. Format: CD, Album. Country: Europe. Released: 2016.